# Gabriel Galleguillos
Gabriel Galleguillos González (* 19. November 1944 in Melipilla) ist ein ehemaliger chilenischer Fußballspieler, der später auch die spanische Staatsangehörigkeit annahm. Der rechte Außenstürmer spielte ein Mal für die Nationalmannschaft Chiles.

## Karriere

### Verein
Gabriel Galleguillos begann 1965 beim Coquimbo Unido und wechselte in der Folgesaison zu Ferrobadminton, für das er drei Jahre spielte. 1969 ging der Offensivspieler zu Lota Schwager und stieg mit dem erst kürzlich gegründeten Klub als Meister in die Primera División auf. Bei seinem nächsten Klub Deportes Concepción erzielte Galleguillos 13 Tore in 41 Ligaspielen und wechselte dann 1973 nach Spanien zum UD Salamanca. Nach dem Aufstieg in die Primera División spielte der Chilene zwei weitere Jahre beim Verein aus Nordwestspanien. Im Sommer 1977 schloss sich Galleguillos dem CD Castellón aus der Segunda División an. Für den Zweitligisten spielte er eine Saison und kehrte nach seinem Karriereende 1978 nach Chile zurück.

### Nationalmannschaft
Das Debüt in der chilenischen Nationalmannschaft gab Gabriel Galleguillos im April 1973 unter Luis Álamos beim Freundschaftsspiel gegen Haiti. Für den Stürmer blieb das 1:1-Unentschieden das einzige Länderspiel.

## Erfolge
Lota Schwager
- Meister der Segunda División: 1969